# Planá nad Lužnicí
Planá nad Lužnicí é uma cidade checa localizada na região da Boêmia do Sul, distrito de Tábor.